# 성지초등학교 (부산)
성지초등학교는 대한민국 부산광역시 부산진구 범전동에 있는 공립 초등학교이다.

## 학교 연혁
- 1923년 4월 7일 동래군 서면공립보통학교(4년제) 설립인가
- 1926년 4월 1일 6년제 개편 인가
- 1936년 4월 1일 성지공립보통학교로 변경(부산부 편입)
- 1937년 4월 1일 대연분교장 설치
- 1938년 4월 1일 성지공립심상소학교로 개칭[1]
- 1940년 3월 31일 대연국민학교 분리
- 1941년 4월 1일 성지공립국민학교로 개칭[2]
- 1948년 11월 1일 동평공립국민학교(현 가야초등학교) 분리
- 1949년 12월 31일 성지국민학교로 개칭
- 1952년 4월 1일 당감국민학교 분리
- 1956년 4월 12일 전포국민학교 분리
- 1962년 3월 6일 연지국민학교 분리
- 1972년 3월 1일 부암국민학교 분리
- 1984년 3월 1일 양성국민학교 분리, 특수학급 설치
- 1996년 3월 1일 성지초등학교로 개칭[3]
- 1999년 9월 1일 본관 및 유치원 전교실 개보수, 교내 방송시설 개선
- 2002년 7월 15일 성지방송국(SJB) 개국, 성지초등학교 공원 개장식
- 2002년 11월 10일 급식덤웨이드 공사 완료
- 2002년 12월 2일 전교생 급식 실시, 연학초등학교와 공동급식
- 2003년 5월 26일 교실 냉난방 공사 완료
- 2003년 7월 22일 특별교실(18실) 설치 완료(어학실, 과학실, 컴퓨터실 등)
- 2004년 5월 14일 아름다운 학교상 수상(YMCA, MBC)
- 2005년 11월 24일 체육관 중수 완료
- 2008년 1월 23일 1사1교 결연협약식(주식회사 유림건설)
- 2008년 3월 1일 1사1교 협약식(주식회사 삼영건장)
- 2008년 5월 30일 교직원휴게실 조성, 부산진중 펜스 설치
- 2008년 7월 15일 특별실 및 영어도움실 냉난방기 설치
- 2008년 12월 26일 국악협회 초청 연주회
- 2009년 7월 7일 영어체험실 개관, 학교경영 우수사례 발표
- 2010년 10월 1일 운동장 트랙라인 포인트 공사
- 2010년 10월 30일 교내 주차장 시설 완공
- 2010년 12월 3일 기악합주부 창단
- 2011년 2월 15일 과학실 현대화 사업
- 2011년 7월 15일 학생안전강화학교 시스템 구축공사
- 2013년 8월 16일 교실 및 특별식 조도 고도화 공사 완료
- 2014년 11월 14일 성지학예회(꿈과 끼를 키우는 성지학예회)
- 2015년 8월 17일 전교생 사물함 구입(488개)
- 2019년 11월 6일 급식실 현대화 공사 완공
- 2020년 2월 21일 제94회 졸업(총 86명, 남 52명, 여 34명, 누계 39,002명)
- 2020년 3월 1일 24학급 편성(특수 2학급 포함)
- 2021년 2월 19일 제95회 졸업(총 68명, 남 42명, 여 26명, 누계 39,070명)
- 2021년 3월 1일 26학급 편성(특수 2학급 포함)

## 학교 상징
- 교화 - 장미 : 순결, 사랑, 아름다움
- 교목 - 은행나무 : 강한 의지력과 기상

## 참고 자료
- 성지초등학교 - 한국교육학술정보원 학교알리미